# Маркарис, Петрос
Петрос Маркарис (греч. Πέτρος Μάρκαρης; род. 1 января 1937, Стамбул, Турция) — греческий писатель, получивший известность серией детективных романов об афинском следователе Костасе Харитосе.

## Биография
Петрос Маркарис родился 1 января 1937 года в Стамбуле в христианской семье (отец армянин, мать гречанка). Окончил Австрийскую школу Св. Георгия в Стамбуле, потом учился в Вене и Штутгарте. Прежде чем приступить к литературной деятельности изучал экономику.
В 1965 году Петрос Маркарис написал пьесу «История Али Реджо», а позже создал ещё несколько пьес, сотрудничал с Теодоросом Ангелопулосом в написании ряда кинематографических сценариев. Перевёл на греческий язык труды немецких драматургов, в том числе Гёте («Фауст» — обе части) и Брехта («Мамаша Кураж и её дети»). Наибольшую известность ему принесло написание серии книг детективного жанра «Костас Харитос» (5 романов и 1 сборник рассказов), которые стали очень популярными в Греции, Германии, Италии, Испании и были изданы также во Франции, в Великобритании, США, Турции и других странах. Действие этих его произведений разворачивается в Афинах, за исключением романа «Давно, очень давно», где главный герой оказывается в среде уже резко сократившейся общины коренных греческих жителей Стамбула (Константинополя).
Как и его отец, будучи членом армянского меньшинства, Петрос Маркарис многие годы не имел никакого гражданства и получил греческое гражданство, вместе с остальными членами армянского меньшинства в Греции после 1974 года. В настоящее время он проживает в Афинах, говорит и пишет на греческом, немецком и турецком языках. В январе 2008 года был избран президентом Национального Центра Книги (Ε.ΚΕ.ΒΙ.), но по истечении срока в мае 2009 года отказался баллотироваться на новый срок
.
29 марта 2013 года в Лионе, Франция ему была вручена премия европейского полицейского романа «Quais du Polar Festival 2013» за роман «European Crime Fiction Jury».

## Работы
Серия Костас Харитос:
- Ночная сводка, 1995 (в Англии вышла под названием Late-Night News, в США Deadline in Athens)
- Защита зоны, 1998 (Zone Defence)
- Че покончил с собой, 2003 (Che Committed Suicide)
- Основной акционер, 2006 (Basic Shareholder)
- Давно Очень давно, 2008
- Просроченные займы, 2010

Также:
- Неуверенный шаг аиста (фильм), 1991
- Афины — столица Балкан, 2004
- В ожидании туч (фильм), 2004
- Рецидив, 2006